# Karol Hubert Rostworowski

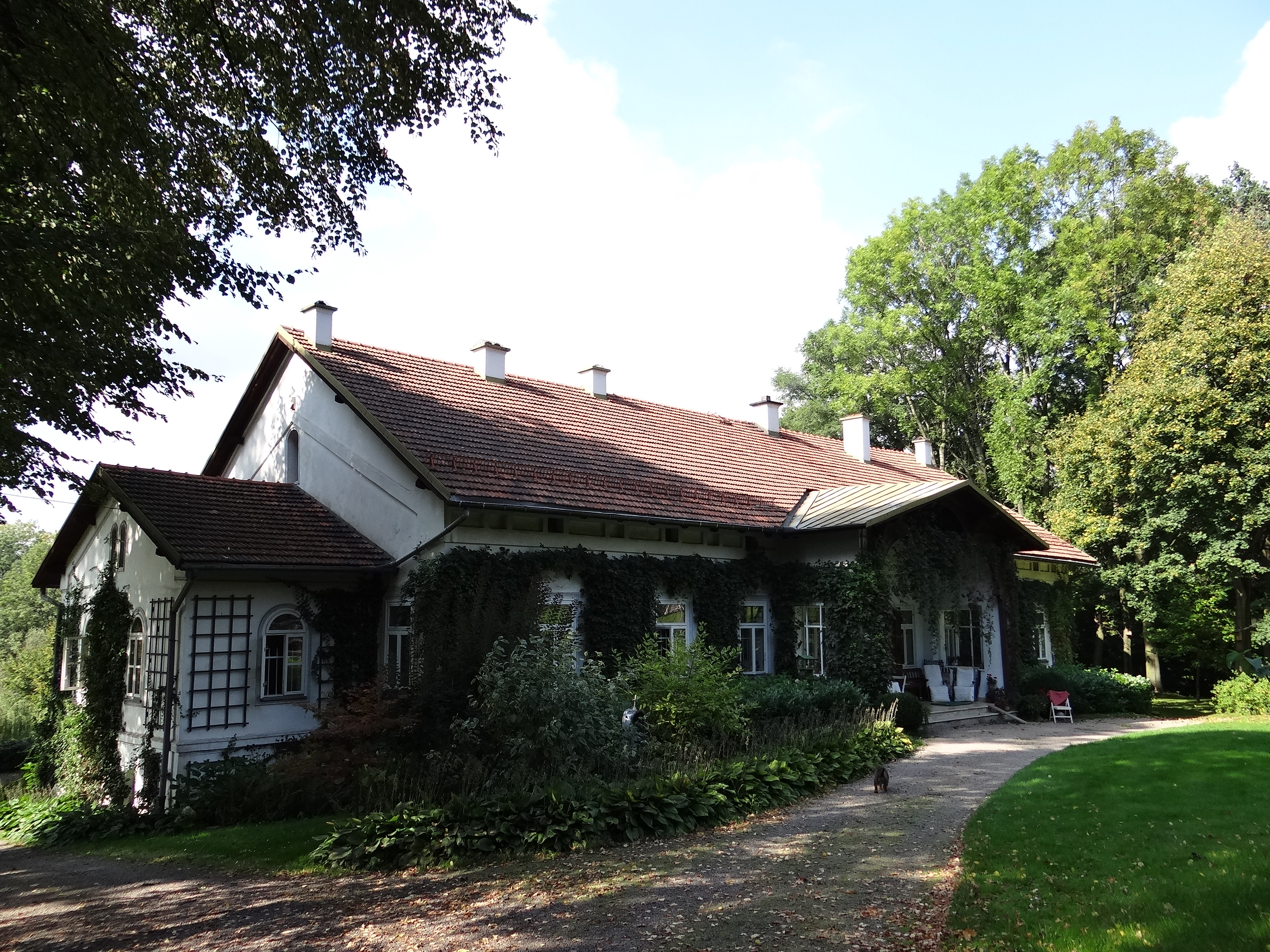
Dwór Rostworowskich w Rybnej, gdzie urodził się Karol Hubert

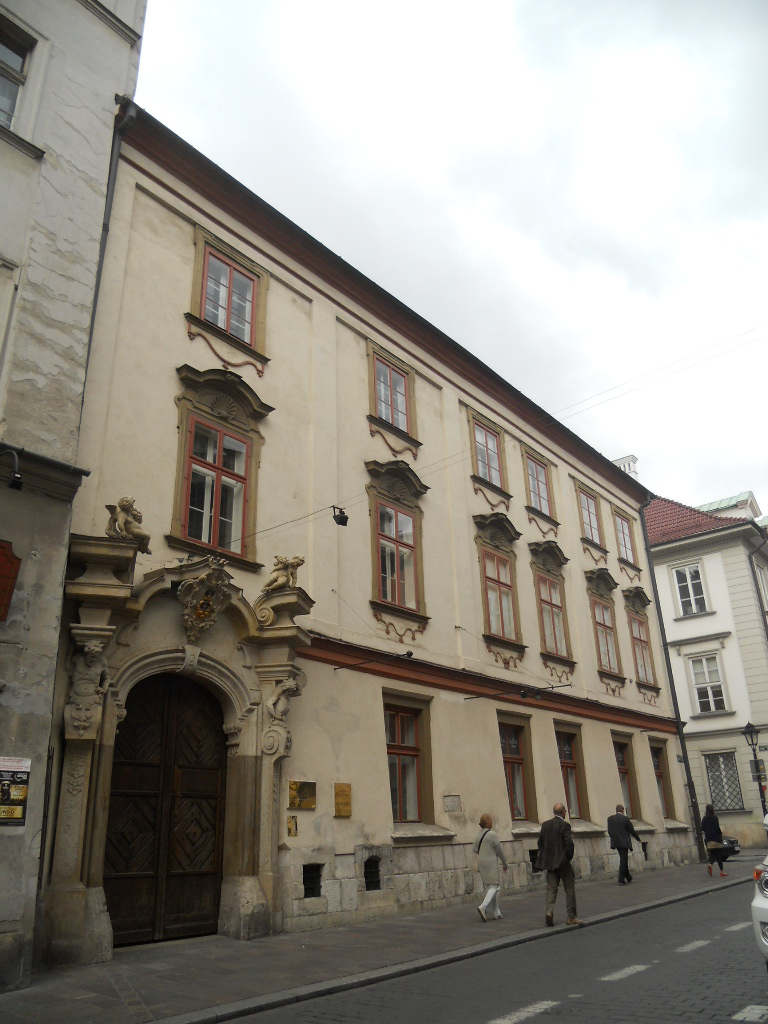
Pałac Rostworowskich przy ul. św. Jana w Krakowie, który Róża z Popielów wniosła w posagu Karolowi Hubertowi

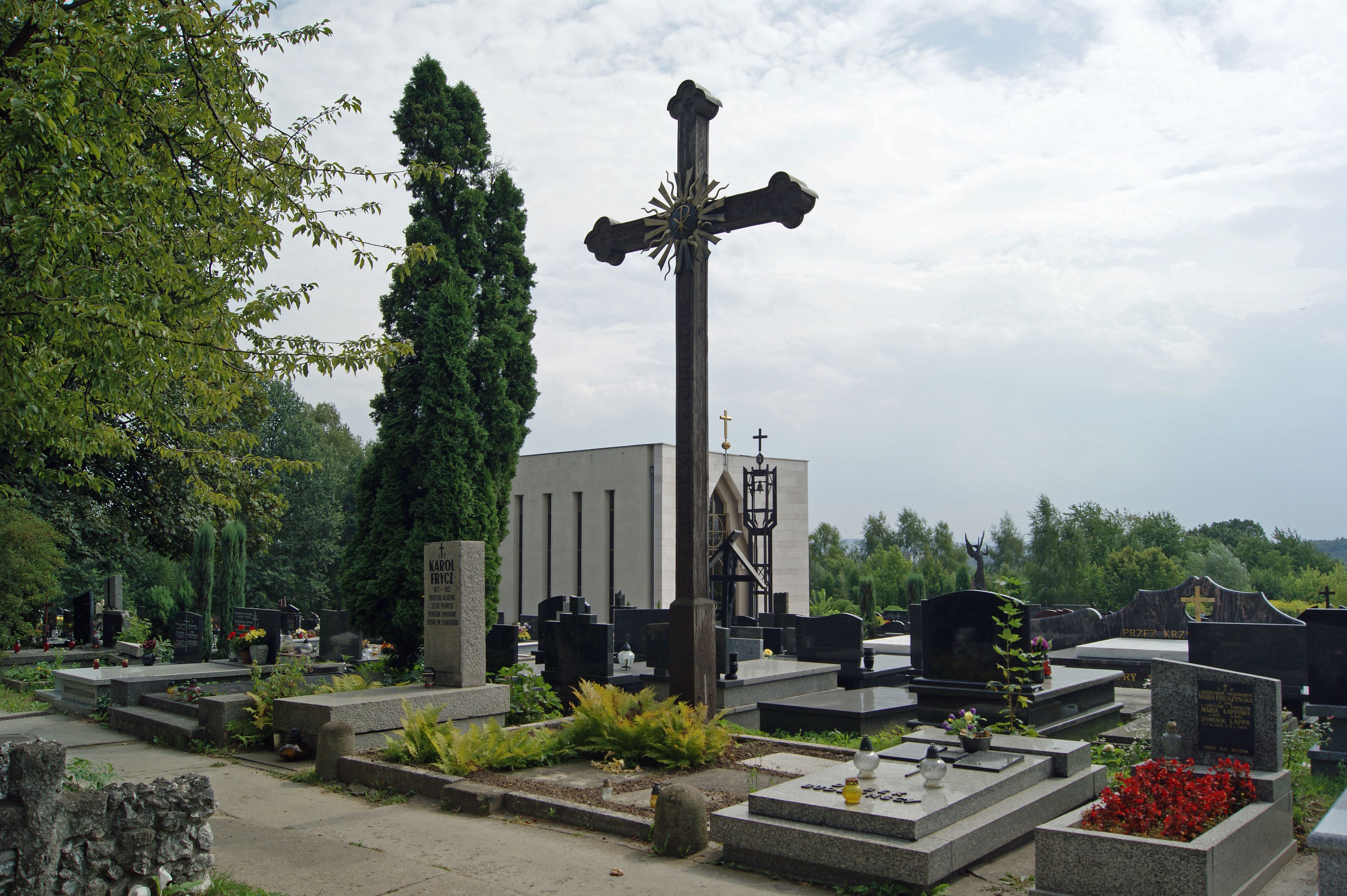
Grób rodzinny Rostworowskich na Cmentarzu Salwatorskim. Spoczywają w nim: Karol Hubert, Marek, Jan.

Karol Hubert Rostworowski (ur. 3 listopada 1877 w Rybnej, zm. 4 lutego 1938 w Krakowie) – polski dramaturg i poeta, kompozytor; publicysta, stronnik Obozu Wielkiej Polski.

## Życiorys
Pochodził z rodziny ziemiańskiej o arystokratycznym statusie zarówno ze strony ojca jak i matki. W 1888 rozpoczął naukę w gimnazjum św. Anny w Krakowie, przerywając ją w 1894. Do 1898 uczył się w Szkole Praktycznej Gospodarstwa Wiejskiego w Czernichowie k. Krakowa, a następnie studiował rolnictwo w Halle. Studia te porzucił w 1900 i od 1901 rozpoczął naukę gry na fortepianie oraz kompozycji w konserwatorium w Lipsku. W 1907 wyjechał do Berlina studiować filozofię, a następnie podróżował po Europie. 
Do kraju powrócił w 1908 i zamieszkał w majątku krewnych w Czarkowach nad Nidą.  Był członkiem Ligi Narodowej przed 1914. Po wybuchu I wojny światowej (1914) przeniósł się do Krakowa. Po 1920 rozpoczął współpracę z dziennikiem „Głos Narodu”, a szerzej z Narodową Demokracją, w której działał. Pełnił funkcje przewodniczącego Straży Narodowej w Krakowie oraz oboźnego Obozu Wielkiej Polski na miasto Kraków. W 1933 został powołany na członka Polskiej Akademii Literatury, z której to funkcji zrezygnował w 1937 w proteście przeciw polityce sanacji. W latach 1934–1937 był też radnym krakowskim, reprezentującym Stronnictwo Narodowe.
Początkowo uprawiał twórczość poetycką. W 1901 opublikował debiutancki tom pesymistycznych i dekadenckich wierszy Tandeta, w latach 1907–1909 wydał filozoficzną tetralogię poetycką składającą się z tomików Pre memoria, Maya, Ante lucis ortum, Saeculum solutum. W latach 1908–1911 powstały jego pierwsze dramaty psychologiczno-symboliczne: Żeglarze (1908), Pod górę (1910), Echo (1911). Sławę przyniosła mu wystawiona w Krakowie w 1913 (z wybitną rolą tytułową Ludwika Solskiego, odwołująca się do Nowego Testamentu tragedia psychologiczna Judasz z Kariothu (1913). Sztuka ta była świadectwem powrotu pisarza do katolicyzmu po dekadenckich doświadczeniach z okresu studiów w Lipsku. Szeroko komentowany był również dramat historyczno-psychologiczny Kajus Cezar Kaligula (1917), będący wybitnym studium tyranii oraz dekadencji. Swym konserwatywnym i antyrewolucyjnym poglądom dał wyraz w szeregu artykułów i szkiców literackich oraz ekspresjonistycznym moralitecie Miłosierdzie (1920), grotesce Straszne dzieci (1922), Fantazji dramatycznej w czterech częściach ku czci Adama Mickiewicza Zmartwychwstanie (1923) oraz nawiązującym do współczesności Antychryście (1925). Rewolucyjne złudzenia rozwiewał też w opublikowanym w 1930 Czerwonym marszu, dramacie o rewolucji francuskiej. Do problematyki psychologicznej i konwencji realistycznej powrócił w tragedii współczesnej Niespodzianka (1929), uważanej za jedno z jego największych osiągnięć oraz w jej kolejnych częściach: Przeprowadzce (1930) oraz U mety (1932). W 1936 napisał jedyną komedię Don Kiszot za kulisami.
Za Niespodziankę Rostworowski został nagrodzony Państwową Nagrodą Literacką w 1932.
Chorował na gruźlicę. Zmarł 4 lutego 1938 po chorobie płucnej. Został pochowany 7 lutego 1938 na Cmentarzu Salwatorskim w Krakowie (sektor SC13-1-5).

## Ordery i odznaczenia
- Krzyż Komandorski Orderu Odrodzenia Polski (19 marca 1936)[13]
- Krzyż Oficerski Orderu Odrodzenia Polski (10 listopada 1933)[14]

## Wywód genealogiczny
Na podstawie materiału źródłowego:
| 4. Stanisław Rostworowski h. Nałęcz stryjeczny wnuk Stanisława Małachowskiego h. Nałęcz |  |                                       |  |  |                              |
|                                                                                         |  | 2. Joachim Rostworowski h. Nałęcz     |  |  |                              |
| 5. Urszula hr. Potulicka h. Grzymała wnuczka Eliasza Wodzickiego h. Leliwa              |  |                                       |  |  |                              |
|                                                                                         |  |                                       |  |  | 1. Karol Hubert Rostworowski |
| 6. Piotr Stanisław Moszyński h. Nałęcz                                                  |  |                                       |  |  |                              |
|                                                                                         |  | 3. Helena Felicja Moszyńska h. Nałęcz |  |  |                              |
| 7. Anna Malinowska h. Ślepowron                                                         |  |                                       |  |  |                              |
|                                                                                         |  |                                       |  |  |                              |

Był pierwowzorem postaci Młodego Człowieka w dramacie „Brat naszego Boga” (1979) Karola Wojtyły.
Był mężem Róży z Popielów (córki Jana i Jadwigi z hrabiów Dunin-Borkowskich), z którą miał trzech synów: Jana (1919–1975), poetę, Marka (1921–1996), historyka sztuki, ministra kultury i sztuki i Emanuela (1923–1989), historyka, redaktora naczelnego Polskiego Słownika Biograficznego.